# Mosser
 "Mos" omdirigeres hertil. For andre betydninger af Mos, se Mos (flertydig).
Mosser (Bryophyta) er små stedsegrønne planter uden ledningsvæv (vedvæv og sivæv), der tilhører den overordnede gruppe bryofytter, der udover mosser omfatter levermosser og hornkapsler. Mosser har ingen rødder og danner typisk tætte grønne tuer eller måtter, som ofte gror i fugtige eller skyggefulde omgivelser. De enkelte mosplanter har simple blade, som normalt kun er ét cellelag tykt, og er fastgjort til en stængel, der kan være forgrenet eller uforgrenet og har en begrænset rolle i transport af vand og næringsstoffer. Selvom nogle mosarter har ledningsvæv, er disse generelt underudviklede og adskiller sig strukturelt fra ledningsvævet i karplanter. Mosser formerer sig uden frø ved sporer. Efter befrugtning udvikler de sporofytter med uforgrenede stængler, der er toppet med enkelte kapsler, som indeholder sporer. Mosplanter er generelt små og varierer typisk fra 0,2 til 10 cm (0,1 til 3,9 tommer) i højden, selvom nogle arter kan blive meget større. Dawsonia (en), den højeste mosart, kan nå op til 50 cm (20 tommer) i højden. Mosserne har en række fællestræk der gør dem nemme at genkende – alligevel er de meget forskellige idet der findes omkring 12.000 mosarter.

## Udbredelse i Danmark
Mosser er uhyre almindelige i Danmark, kendt af de fleste og lette at skelne fra andre plantegrupper – undtagelserne er måske levermosser, visse laver og de sjældnere Mos-Dværgulvefod og Liden Ulvefod. Der findes godt over 600 forskellige mosser i Danmark (ud af mere end 12.000 arter i alt) og de forekommer i praktisk taget alle habitater, også i byerne – på tage og fliser – og i det tørre miljø på heden. Mosserne er autotrofe og kræver sollys for at udføre fotosyntese. Skyggetolerance varierer efter art, ligesom det gør hos højere planter. I de fleste områder vokser mosser hovedsageligt i fugtige, skyggefulde områder, såsom skovområder og ved kanten af vandløb, men de kan vokse overalt i kølige, fugtige, skyede klimaer, og nogle arter er tilpasset solrige, sæsonmæssigt tørre områder som alpine klipper eller stabiliserede sandklitter. Den mosrigeste habitat er dog skoven hvor mosser vokser både på jorden, på dødt træ og på levende træer.
Selvom mosser er almindelige, er en lang række mosser dog knyttet snævert til habitater der er i stærk tilbagegang og disse mosser er truede. Mest kendt af disse er måske tørvemosserne hvor flere arter kun forekommer i såkaldte højmoser der nu er meget sjældne i Danmark.

Mossernes valg af substrat til vækst varierer også efter art. Mossarter kan klassificeres efter, hvor de vokser: på klipper, blotlagt mineralsk jord, forstyrret jord, sur jord, kalkholdig jord, klippesprækker og vandfaldssprøjteområder, ved vandløb, skyggefuld humusrig jord, faldne træstammer, brændte stubbe, træstammens baser, øvre træstammer og trægrene eller i moser. Mossarter, der vokser på eller under træer, er ofte specifikke med hensyn til, hvilke træarter de vokser på, såsom at foretrække nåletræer frem for løvtræer, ege frem for elletræer, eller omvendt. Mens mosser ofte vokser på træer som epifytter, er de aldrig parasitiske på træet.
- Mos med sporehuse
- Mos på døde træer
- Mos på træstamme

## Form og levevis
Mosser er generelt små bløde planter, typisk 1-10 cm, omend nogle arter er større. De gror oftest tæt sammen i puder, tuer eller tæpper. Mange arter klarer sig kun på fugtige, skyggefulde steder, mens andre tåler lysåbne og ind imellem tørre omgivelser. De har ingen blomster i botanisk forstand, men danner sporer, ofte i såkaldte kapsler eller sporehuse. De har primitive blade, der ofte kun er få millimeter lange og et eller nogle få cellelag tykke. Stænglerne er spinkle.
Mosser er dog den højeste form af de landplanter, der ikke er karplanter, dvs. de anses for at være mindre primitive end hornkapsler og levermosser.

## Reproduktion
Mossernes livscyklus begynder med en spore, der spirer. Den udvikler sig til et såkaldt protonema. Det ligner oftest en filtet masse af grønne tråde, der kan minde om trådformede alger. På protonemaet dannes små knopper, der hver især kan udvikle sig til en gametofyt med stængel og blade. Det er denne gametofyt som vi kender som den egentlige mosplante.
Gametofyten kan udvikle hanlige og hunlige kønsorganer. De sidder enten på samme plante eller på forskellige planter. I de hanlige kønsorganer dannes sædlegemer (spermatozoider) forsynet med svingtråde, så de selvstændigt er i stand til at bevæge sig til de hunlige kønsorganer, arkegonierne. Når befrugtningen af ægcellen er sket, udvikles næste generation, sporofyten. Den består hos mosser kun af en lang stilk (kaldet seta eller børste) og et sporehus. I den første tid er sporehuset dækket af en hætte (kalyptra), der er en rest af arkegoniet.
Sporofyten sidder i hele sin levetid direkte på gametofyten, som den til dels næres af. Sporehuset (eller kapslen) har i enden oftest et peristom af tænder og et låg (operkulum). I sporehuset deler nogle af cellerne sig ved meiose og danner sporer. Sporofytten er i begyndelsen grøn af klorofyl, men bliver senere brun ved modning. Sporerne spredes som regel gennem spidsen af sporehuset efter at låget er faldet af og tænderne har åbnet sig.
Sporen (og den senere gametofyt) har kun et sæt kromosomer, og siges derfor at være del af den haploide generation, mens sporofyten har et dobbelt sæt kromosomer og kaldes den diploide generation.
Ligesom hos levermosser og hornblade er gametofyten hos mosserne den almindeligt kendte fase af planten, modsat forholdet hos karsporeplanterne.
Man inddeler ofte mosser i akrokarpe (topfrugtede) og pleurokarpe (sidefrugtede). Hos akrokarpe mosser udvikler sporofyten sig i spidsen af stængel eller gren. De har i reglen en opret vækst i tuer eller puder, og er kun lidt forgrenede. Modsat dannes sporofyten hos pleurokarpe mosser i grenhjørner. Disse mosser er normalt rigt forgrenede og med en nedliggende vækst i tæpper.
Inddelingen i pleurokarpe og akrokarpe mosser er kun af praktisk karakter. Den er ikke grundlag for klassificeringen af mosserne i f.eks. slægter.

## Dværghanner
Mos-dværghanner (også kendt som nannandri eller phyllodioicy) stammer fra vindspredte hanlige sporer, der sætter sig og spirer på det hunlige skud, hvor deres vækst er begrænset til få millimeter. Hos nogle arter er dværgvækst genetisk bestemt, således at alle hanlige sporer bliver dværge. Oftere er det miljøbestemt, idet hanlige sporer, der lander på en hun, bliver dværge, mens de, der lander andre steder, udvikler sig til store, hunlige hanner. I sidstnævnte tilfælde udvikler dværghanner, der transplanteres fra hunner til et andet underlag, sig til store skud, hvilket tyder på, at hunnerne udsender et stof, der hæmmer væksten af spirende hanner og muligvis også fremskynder deres seksuelle modning. Naturen af et sådant stof er ukendt, men fytohormonet auxin kan være involveret.
At have hannerne voksende som dværge på hunnerne forventes at øge befrugtningseffektiviteten ved at minimere afstanden mellem hanlige og hunlige reproduktive organer. Desuden er det observeret, at befrugtningsfrekvensen er positivt forbundet med tilstedeværelsen af dværghanner i flere phyllodioicous arter.
Dværghanner forekommer i flere ikke-relaterede slægter og kan være mere almindelige end tidligere antaget. For eksempel er det anslået, at mellem en fjerdedel og halvdelen af alle dioicous pleurocarps har dværghanner.

## DNA-reparation
Mosset Physcomitrium patens er blevet brugt som en modelorganisme til at studere, hvordan planter reparerer skader på deres DNA, især reparationsmekanismen kendt som homolog rekombination.
Hvis planten ikke kan reparere DNA-skader, f.eks. dobbeltstrengsbrud, i deres somatiske celler, kan cellerne miste normale funktioner eller dø. Hvis dette sker under meiose (en del af den seksuelle reproduktion), kan de blive infertile.
Genomet af P. patens er blevet sekventeret, hvilket har gjort det muligt at identificere flere gener involveret i DNA-reparation.[35] P. patens-mutanter, der er defekte i nøgletrin af homolog rekombination, er blevet brugt til at finde ud af, hvordan reparationsmekanismen fungerer i planter. For eksempel viste en undersøgelse af P. patens-mutanter, der er defekte i RpRAD51, et gen, der koder for et protein i kernen af rekombinationel reparationsreaktion, at homolog rekombination er essentiel for reparation af DNA-dobbeltstrengsbrud i denne plante.
Ligeledes viste undersøgelser af mutanter, der er defekte i Ppmre11 eller Pprad50 (som koder for nøgleproteiner i MRN-komplekset, den primære sensor af DNA-dobbeltstrengsbrud), at disse gener er nødvendige for reparation af DNA-skader såvel som for normal vækst og udvikling.

## Mossernes nytteværdi
Mosserne har stor betydning for økologien. Specielt i vore nordiske broderlande hvor de er vigtige pionerplanter på klipper og sten samt i nåleskoven. I Danmark har mosserne ligeledes stor betydning for mikroklimaet og en lang række insekter samt dyreliv. En skov med meget mos er ofte langt mere artsrig end en skov, hvor mosserne ikke trives.
Mos blev tidligere benyttet som tætningsmateriale. Tørvemosserne har haft afgørende betydning som brændsel indtil starten af 1900-tallet og blev udvundet i stor stil til dette formål. Tørvemos udvindes fortsat i dag til havebrug (sphagnum, tørvestrøelse). Se Højmose#Menneskers brug af højmosen.
I den europæiske have regnes mossen ofte som skadelig og bekæmpes på linje med f.eks. alger. Mos i græsplænen skyldes normalt ikke at mosset udkonkurrerer græsset, men at græsset ikke får nok sollys.
I forbindelse med anlæggelse af japanske haver har mosser essientiel betydning for de fleste af de japanske havetyper. I disse havetyper skaber gartneren gode betingelser for vækst af mossen.
Endvidere har nogle mosser medicinsk eller biokemisk interesse. Endelig anvendes mos i forbindelse med juledekorationer.
Spagnum i moser (mest dødt og noget levende tørvemos) i større mængder viser sig at modvirke oversvømmelser, da spagnum kan holde vand op til 20 gange sin tørvægt.
Physcomitrium patens bliver i stigende grad brugt i bioteknologi. Fremtrædende eksempler er identifikationen af mos-gener med betydning for afgrødeforbedring eller menneskers sundhed og produktion af komplekse biofarmaceutiske produkter i mos-bioreaktoren, udviklet af Ralf Reski (en) og hans medarbejdere.

## Termer
En liste over almindelige termer, der bruges ved beskrivelsen af mosser. Listen er ikke komplet.
- antheridium det hanlige kønsorgan. Antheridierne er samlet i stande, der kaldes gametangier og omgivet af svøbblade. Antheridiet er kugle- eller sækformet og sidder på en kortere eller længere stilk. Det indeholder ved modning spermatozoiderne, der ved udtømning benytter to flageller til at bevæge sig til ægcellen i arkegoniet.

- arkegonium det hunlige kønsorgan, hvor befrugtningen finder sted. Arkegonierne er samlet i stande, der kaldes gametangier og omgivet af svøbblade. Arkegoniet er flaskeformet og uden stilk.

- bladvinge en gruppe af celler i hver af bladets nederste hjørner. De er ofte anderledes udformet end bladets øvrige celler.

- gametangie er en samling (stand) af antheridier og/eller arkegonier, der er omgivet af svøbblade og parafyser ("safthår" af sterile celletråde). Hvis gametangiet er rent hanligt kaldes det et andrøcium og svøbbladene for perigonialblade, og hvis det er rent hunligt kaldes det et gynøcium og svøbbladene for perichætialblade.

- kalyptra navnet på den hætte, der kan dække en del af sporehuset. Den er genetisk en del af gametofyten, altså ikke sporofyten som den ellers sidder på. Det vil sige, at den har det halve kromosomtal af sporofyten. Kalyptra er dannet af arkegoniet som omgiver sporofyten i begyndelsen af dennes udvikling. Arkegoniet bliver revet over, når seta begynder at vokse, og derfor bliver den øverste del af arkegoniet siddende som en hætte om sporehuset. Kalyptra kan være forsynet med hår som f.eks. hos Polytrichastrum.

- lamina et andet ord for bladplade. Lamina bruges ofte om selve bladet i modsætning til bladnerven, bladvingerne eller randsømmen.

- mamil (adj. mamilløs) en lille udbuling af cellevæggen.

- operkulum det låg, der sidder for enden af sporofytens kapsel. Under operkulum sidder peristomet.

- pseudopodium den stilk, der bærer sporehuset hos Sortmosser og Tørvemosser. I modsætning til seta hos Bladmosser er denne stilk dannet af gametofyten. Pseudopodium kommer fra græsk og betyder 'falsk fod'.

- papil (adj. papilløs) en lille, fremspringende fortykkelse på cellevæggen. Blade med papilløse celler har et mat udseende i modsætning til blade med glatte celler.

- parafyllie små hårformede eller bladlignende udvækster på stængler eller grene. Et eksempel på et mos med parafyllier er Alm. Etagemos (Hylocomium splendens).

- randsøm navnet på de celler i bladranden, som er tydeligt forskellige fra de øvrige celler i bladpladen (lamina).

- rhizoid brune, rodlignende tråde. Rhizoiderne absorberer væske vha. kapillærkraften.

- spermatozoid er navnet på den selvbevægelige, hanlige kønscelle. Den er afhængig af vand for at kunne bevæge sig til den hunlige kønscelle. Den er forsynet med to svingtråde, flageller.

- squarrøs betyder 'tilbagebøjet'. Det bruges f.eks. om bladene på Plæne-Kransemos (Rhytidiadelphus squarrosus), der er almindelig i græsplæner.

- svøbblade de blade der omgiver gametangierne, dvs. anteridie- og arkegoniestandene. De er ofte større og anderledes formet end plantens øvrige blade.